# ایلچینو
ایلچینو (انگلیسی: Ilchino) یک شهرک در شهرستان اوچالینسکی استان باشقیرستان کشور روسیه است.